# Гібриди птахів
Гібрид (від лат. hybrida — помісь) — результат природного чи штучного схрещування між двома організмами різних таксонів. У птахів у природних умовах міжвидові гібриди трапляються відносно рідко. Найчастіше це явище характерно для аловидів — біологічних видів, що виникли як пари географічних рас одного великого виду.

## Приклади гібридів
До міжвидових природних гібридів належать межник, синиця Плеске та інші.

### Межник

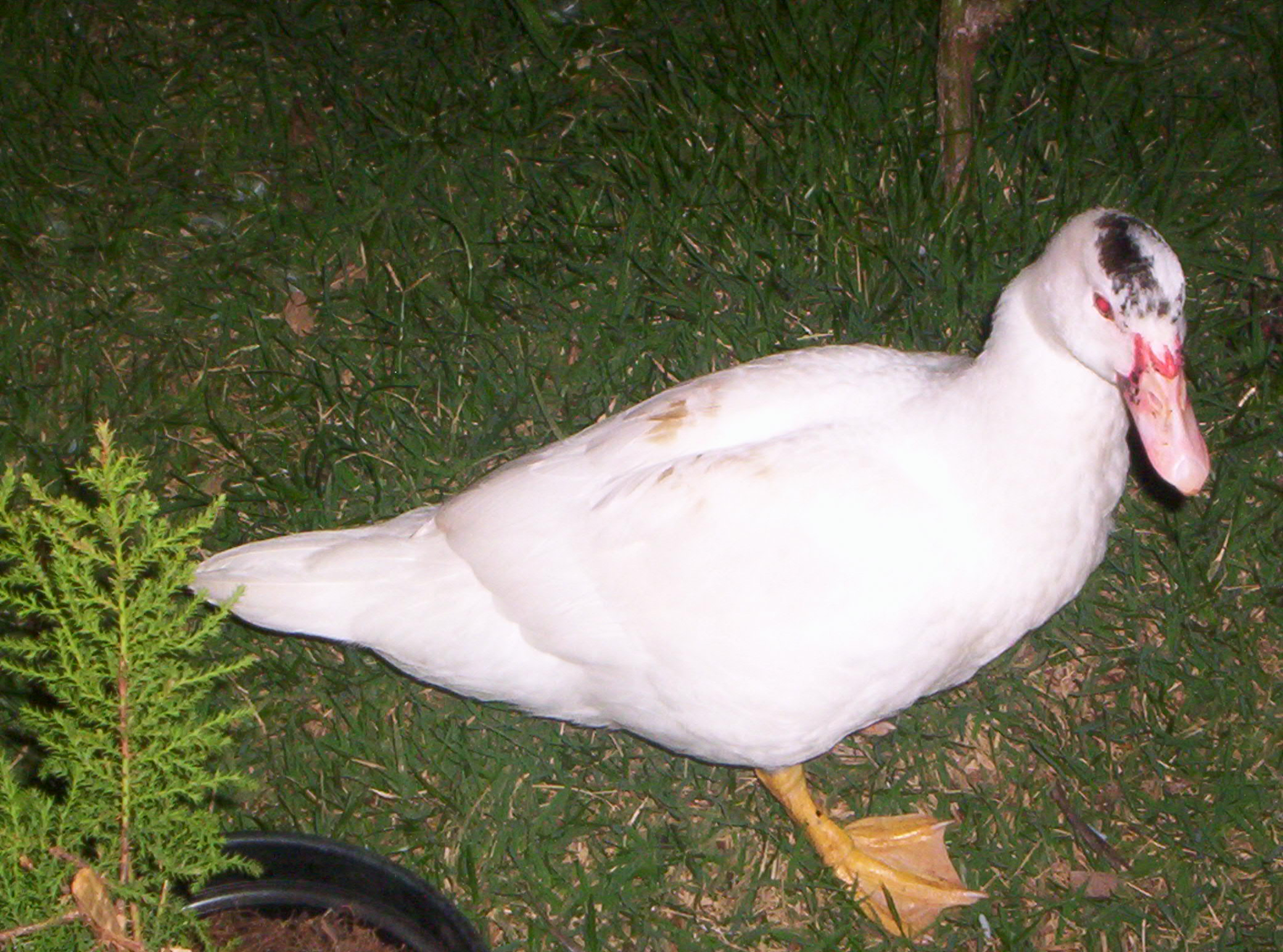
Мулард

Межник — гібрид тетерука (Tetrao tetrix) і глушця (Tetrao urogallus). Межники життєздатні і можуть давати потомство. Серед гібридів більше самців, причому бувають схожі на глушців, а бувають схожі на тетеруків. Вважається, що перший тип — це результат схрещування самця глушця і самки тетерука, а другий — самця тетерука і самки глушця. Найчастіше зустрічаються гібриди тетерукового типу. Межники зустрічаються досить часто і поєднують в собі риси і тетерева і глушця, причому подібність з будь-яким з цих двох видів залежить від того, до якого виду належить материнська особина. Мисливці вважають межників шкідливими і намагаються відстріляти їх при зустрічі. Однак те, що межники є шкідливими, не доведене, оскільки ці гібриди зустрічаються дуже рідко, щоб говорити про те, що вони можуть принести якусь шкоду.

### Синиця Плеске
Синиця Плеске — це гібрид між синицею блакитною (Cyanistes caeruleus) і синицею білою (Cyanistes cyanus). Гібрид здатний до розмноження, вкрай рідко трапляється[джерело?].

### Мулард
Мулард — штучний міжвидовий гібрид, який отримують при схрещуванні селезнів мускусних качок (Cairina moschata) з свійськими качками (Anas platyrhynchos) порід пекінська біла, оргпінгтон, руанська і біла альє. Муларди не трапляються у природі через розірваний ареал двох батьківських диких видів — крижня (Євразія) та мускусної качки (Південна Америка).